# Hôtel Monopol
L'hôtel Monopol est situé à l'angle des rues Helena Modrzejewska et Świdnicka dans le centre de Wrocław en Pologne. Ouvert en 1892, il a accueilli de nombreuses personnalités illustres, telles que Marlène Dietrich, Irène Joliot-Curie ou Pablo Picasso. En 1938, Adolf Hitler s'est adressé à la foule depuis un balcon situé au premier étage du bâtiment. L'un des plus célèbres films polonais de l'après-guerre, Cendres et Diamant, y a été tourné.

## Avant la guerre
L'hôtel Monopol est construit en 1892, à une époque où Wrocław fait partie de l'Empire allemand. Le bâtiment de style Art nouveau est érigé sur un site précédemment occupé par le cimetière et le monastère de l'église Sainte-Dorothée. À la fin du XIXe siècle, ce terrain est acheté pour 600 000 marks par deux habitants de la ville, le banquier Wallenberg Pachaly et l'architecte Karl Grosser (de), qui y construisent une galerie commerçante et un hôtel.
La galerie commerçante est l'immeuble de deux étages situé à l'angle des rues Helena Modrzejewska et Świdnicka, tandis que l'hôtel proprement dit est le bâtiment de quatre étages qui donne principalement sur la rue Helena Modrzejewska. Lors de son inauguration, l'hôtel compte 69 chambres, dont 21 chambres simples, 46 chambres doubles et 2 suites. Les chambres les plus petites ont une superficie de 10 m2, tandis que les suites atteignent 36 m2 et sont considérées comme luxueuses selon les standards de l'époque.
Le porche surmonté d'un balcon situé devant l'entrée principale n'est ajouté qu'en 1937. Il est édifié spécialement pour permettre à Adolf Hitler d'y tenir un discours. Contrairement à ce qu'affirme une rumeur maintes fois répétée, Hitler n'a toutefois jamais séjourné à l'hôtel.

## Après la guerre
Après la Deuxième Guerre mondiale, Wrocław devient une ville polonaise, et c'est le groupe d'hôtellerie Orbis qui prend le contrôle de l'hôtel Monopol.
Le bâtiment n'a pas été épargné par les destructions, la galerie commerçante en particulier n'est reconstruite qu'en 1961. Elle est alors transformée en brasserie de luxe, et accueille une clientèle composée de membres de la haute société et de la scène artistique locale. L'hôtel est en effet situé à proximité immédiate de l'opéra de Wrocław et d'une salle de théâtre, la Scena Kameralna. La brasserie ferme toutefois ses portes à la fin du XXe siècle, et le bâtiment est à nouveau converti en boutiques.
L'hôtel Monopol sert de décor à quelques films polonais de premier plan, notamment Cendres et Diamant d'Andrzej Wajda (1958), dont l'action se déroule essentiellement à l'intérieur de l'hôtel, ou encore La Poupée de Wojciech Has (1968).
L'hôtel est inscrit depuis 1984 à l'inventaire des monuments historiques (rejestr zabytków).

## XXIesiècle
L'hôtel est vendu en 2007 à la Holding Liwa, qui effectue des travaux de rénovation sous la direction de l'architecte cracovien Marcin Janowski. Après sa réouverture le 18 avril 2009, l'hôtel compte 121 chambres, 4 salles de conférence et 2 restaurants. Il est classé 5 étoiles.
À l'occasion de l'Euro 2012, l'hôtel Monopol obtient la reconnaissance de l'UEFA, qui le recommande officiellement pour l'hébergement des équipes participantes. C'est finalement l'équipe de la République tchèque qui s'y installe.